# Athens (Ohio)
Athens és una ciutat i seu del Comtat d'Athens a l'estat d'Ohio dels Estats Units d'Amèrica.

## Demografia
Segons el cens del 2000 Athens tenia 21.342 habitants, 6.271 habitatges, i 1.906 famílies. La densitat de població era de 988 habitants/km².
Dels 6.271 habitatges en un 12,9% hi vivien nens de menys de 18 anys, en un 22,9% hi vivien parelles casades, en un 5,6% dones solteres, i en un 69,6% no eren unitats familiars. En el 34,5% dels habitatges hi vivien persones soles el 6,6% de les quals corresponia a persones de 65 anys o més que vivien soles. El nombre mitjà de persones vivint en cada habitatge era de 2,25 i el nombre mitjà de persones que vivien en cada família era de 2,72.
Per edats la població es repartia de la següent manera: un 0% tenia menys de 18 anys, un 0% entre 18 i 24, un 0% entre 25 i 44, un 0% de 45 a 60 i un 4,9% 65 anys o més.
L'edat mediana era de 22 anys. Per cada 100 dones de 18 o més anys hi havia 86,9 homes.
La renda mediana per habitatge era de 17.122 $ i la renda mediana per família de 53.391 $. Els homes tenien una renda mediana de 35.849 $ mentre que les dones 28.866 $. La renda per capita de la població era de 11.061 $. Aproximadament el 14,8% de les famílies i el 51,9% de la població estaven per davall del llindar de pobresa.

## Poblacions properes
El següent diagrama mostra les poblacions més properes.